# Rejon waraski
Rejon waraski (ukr. Вараський район, Waraśkyj rajon) – rejon na Ukrainie, w obwodzie rówieńskim, z siedzibą w Waraszu. Zajmuje powierzchnię 3324 km². Dzieli się na 8 hromad i obejmuje 116 miejscowości. W 2020 roku liczył ok. 139 tys. mieszkańców. 
Rejon został utworzony 19 lipca 2020 roku decyzją Rady Najwyższej o przeprowadzeniu reformy administracyjno-terytorialnej Ukrainy. W jego skład weszły dotychczasowe rejony włodzimierzecki i zarzeczniański.

## Podział administracyjny
W skład rejonu wchodzi osiem hromad:

- hromada Antonówka(inne języki)
- hromada Kanonicze(inne języki)
- hromada Łoknica(inne języki)
- hromada Police(inne języki)
- hromada Rafałówka(inne języki)
- hromada Warasz(inne języki)
- hromada Włodzimierzec(inne języki)
- hromada Zarzeczne(inne języki)